# Laurel (cràter)
Laurel és un cràter de l'asteroide del tipus Apol·lo, Itokawa, situat amb el sistema de coordenades planetocèntriques a 1 ° de latitud nord i 162 ° de longitud est. Fa un diàmetre de 0.02 km. El nom va ser fet oficial per la UAI el 18 de febrer de 2009 i fa referència a Laurel, ciutat de Maryland (Estats Units d'Amèrica) on té la seu APL/JHU.